# Dauan
Dauan Island ist eine kleine Granitinsel der Torres-Strait-Inseln nahe dem Festland von Papua-Neuguinea. Sie zählt mit der 30 km nordwestlich gelegenen Insel Boigu und der 6 km östlich gelegenen Insel Saibai verwaltungstechnisch zu den Top Western Islands, einer Inselregion im Verwaltungsbezirk Torres Shire.
Geographisch liegt auf der etwa 4 km² großen Insel der nördlichste Berg der australischen Great Dividing Range, dem größten Gebirgszug des Kontinentes. Der höchster Gipfel auf der Insel ist der zentral gelegene Mount Cornwallis (272 m).
Nach dem Zensus von 2021 hatte Dauan 131 Einwohner, nach 191 im Jahr 2016 und 67 am 5. Dezember 1879. Die Ansiedlung erfolgte an einem schmalen Küstenstreifen vor dem Hintergrund steiler Anhöhen. Es gibt keine Start- und Landebahn für Flugzeuge auf der Insel, daher ist die Anreise nur per Boot oder Hubschrauber möglich.

## Bevölkerung
Die Einwohnerzahl der Insel beträgt laut dem letzten Census aus dem Jahre 2021 131, was einer Bevölkerungsdichte von 39 Einwohnern pro Quadratkilometern entspricht. Auf der Insel leben 117 Indigene, die sogenannten Torres-Strait-Islanders; sie machen etwa 89 % der Bevölkerung aus.
| Bevölkerungsentwicklung | Bevölkerungsentwicklung |
| Jahr der Erhebung       | Einwohnerzahl           |
| ----------------------- | ----------------------- |
| 1879                    | 67                      |
| 2001                    | 120                     |
| 2006                    | 153                     |
| 2011                    | 130                     |
| 2016                    | 191                     |
| 2021                    | 131                     |